# Життя Мухомацу (фільм, 1943)
«Життя Мухомацу» (яп. 無法松の一生, Muhomatsu no issho), відомий також у перекладі назви, як «Історія рикші» — японський чорно-білий драматичний фільм 1943 року, поставлений режисером Хіросі Інагакі за романом Сюнсаку Івасіти з Цумасабуро Бандо в головній ролі.

## Сюжет
Кюсю, 1897 рік. Рикша Мацугоро на прізвисько «Бунтар», відомий своїм образливим і грубим характером, розповідає сусідам і друзям, що з ним трапилося нещодавно: він посварився з клієнтом, якого не хотів везти, вдарив його, але супротивник збив його з ніг тростиною. Виявилось, що це учитель фехтування начальника поліції. Мацугоро не пускають в театр — порушуючи звичай, згідно з яким усім рикшам, так само як і журналістам, надаються в театрі безкоштовні місця. Мацу платить за квиток, але, увійшовши до залу, починає куховарити їжу, і незабаром по всьому залу розноситься жахливий запах цибулі. Його хочуть вигнати, але Мацу, наділений багатирською силою, розкидає усіх, хто наближається до нього. Дуже шанований інженер виступає арбітром у сутичці. Він соромить касира, а Мацу просить вибачитися перед ні в чому не повинною публікою за незручності.

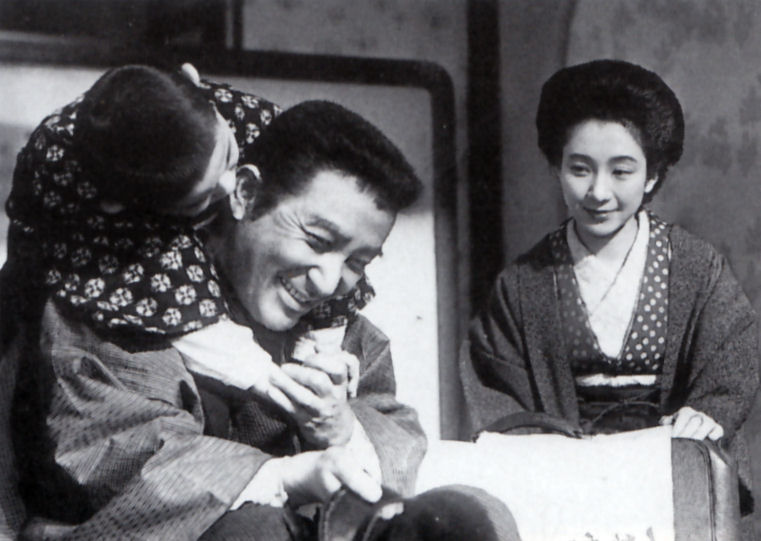
Кадр з фільму

Одного разу Мацу знаходить поранену дитину. Він приводить її в рідну домівку, але відмовляється від грошей, запропонованих матір'ю: при всій своїй бідності, вона не хоче залишати благодійника без нагороди. Батько дитини, офіцер, начувся про репутацію Мацу: чи не він наважився грубіянити клієнтові, шанованому генералові, який, між іншим, спочатку добре до нього поставився? Офіцер запрошує Мацу на вечерю, але цього вечора йому стає погано, і він помирає. Стоячи біля могили чоловіка, вдова просить Мацу допомогти її синові стати таким же рішучим, як його батько, але не таким замкнутим. Мацу починає піклуватися про хлопчика. Він розповідає йому, що плакав у своєму житті лише раз, коли йому було вісім років. Він вирішив втекти від побоїв злої мачухи і знайти батька, який працював дуже далеко, в Хіроно. Йому довелося довго йти через ліс, сповнений тінями і примарами, що лякають. Нарешті, збивши ноги до крові, він дістався до таверни, де часто бував його батько, і там наплакався досхочу. На спортивному святі Мацу бентежить хлопчика криками і лайкою на адресу спортсменів. Але потім виграє змагання з бігу, чим приводить хлопчика у захват. Він учить хлопчика плавати.
Хлопчик зростає великим і сильним. Він іде до школи і одного разу б'ється з хлопцями з приватної школи. Мацу допомагає йому і його товаришам. Але хлопчика бентежить, що названий батько постійно називає його «синок». Мати просить Мацу називати його відтепер «пан». Мацу боляче це чути, але він давить в собі образу. Коли син від'їжджає на декілька місяців на навчання в місто, вдова скаржиться Мацу на самотність. Різниця у становищі між ними — непереборна перешкода, і Мацу мовчить про свої почуття. Поступово його підточує туга. Він починає пити та думати про смерть. Юнак повертається з другом-учителем. На ярмарку Мацу виконує прохання цього друга і вибиває на велетенському бубні «ритм Гіона» — мелодію, яку в наші дні ніхто не здатний відтворити. Минають роки. Після смерті Мацу мати дізнається, що її синові перейшли у спадок усі заощадження рикші, яких той збирав для нього.

## У ролях
| • Цумасабуро Бандо | … | Мацугоро «Мацу» |
| • Рюноске Цукігата | … | Сіґедзо         |
| • Ясусі Нагата     | … | Котаро Йосіока  |
| • Кейко Соної      | … | дружина Йосіокі |
| • Камон Кавамура   | … | син Йосіокі     |
| • Хіроюкі Нагато   | … |                 |
| • Кедзі Судзі      | … |                 |
| • Ісаму Ямагуті    | … |                 |

## Про фільм
На думку французького кінокритика та історика кіно Жака Лурселля, «фільм цінний не стільки формальними пошуками (зв'язкою між сценами, символом часу, що біжить, візуальним лейтмотивом стає колесо коляски рикші, що вічно знаходиться в русі), скільки своєю спонтанністю, свіжістю, добротою. А також делікатністю, з якою режисер використовує прийом опущення в описі замішання і навіть відчаї головного героя».
У 1958 році Інагакі зняв у кольорі і широкоекранному форматі детально точний ремейк фільму з Тосіро Міфуне у головній ролі. Стрічка стала багатослівнішою, розпливчастішою, застарілою, менш зворушливою і переконливою. Макс Тессьє в книзі «Образи японського кіно», пише, що до думки взятися за ремейк режисера підштовхнули купюри, зроблені занадто підозрілою цензурою того часу.